# Acraea speciosa
Acraea speciosa är en fjärilsart som beskrevs av Wichgraf 1908. Acraea speciosa ingår i släktet Acraea och familjen praktfjärilar. Inga underarter finns listade i Catalogue of Life.